# Cerodirphia flavoscripta
Cerodirphia flavoscripta är en fjärilsart som beskrevs av Paul Dognin 1901. Cerodirphia flavoscripta ingår i släktet Cerodirphia och familjen påfågelsspinnare. Inga underarter finns listade i Catalogue of Life.